# Сушево (Куманово)
Сушево (мкд. Сушево) је насеље у Северној Македонији, у крајње северном делу државе. Сушево припада општини Куманово.
Сушево има велики значај за српску заједницу у Северној Македонији, пошто Срби чине већину становништва у насељу.

## Географија
Сушево је смештено у крајње северном делу Северне Македоније, близу државне границе граници са Србијом, која се налази 1,5 km северно од насеља. Од најближег града, Куманова, село је удаљено 15 km северно.
Село Сушево се налази у историјској области Жеглигово, у брдском крају, на приближно 580 метара надморске висине. Источно се издиже планина Рујен.
Месна клима је континентална.

## Прошлост
У месту "Сужево" је фебруара 1896. године било пет српских кућа. Било је то насеље у којем су живели Арнаути који су до почетка српске четничке акције, чинили велико насиље над Србима у целом том крају.

## Становништво
На етнографској карти трв. „Бугар-Мораве“ из 1861. године Јозеф Хан ово село означава као албанско. Статистика Васила Кнчова из 1900. године даје број од 190. Албанаца, 30 Цигана и 20. „Бугара“. Статистика Димитра Мишева из 1903. године даје број од 56. становника „србомана“. Албански становници овог села су због зулума и покоља над српским четницима на Шупљем Камену 1904. године и пружања отпора српској војсци 1912. године, расељени.
Сушево је према последњем попису из 2021. године имало 7 становника.
Доминантна вероисповест месног становништва је православље.
| Национални састав према попису из 2021.‍ | Национални састав према попису из 2021.‍ | Национални састав према попису из 2021.‍ | Национални састав према попису из 2021.‍ | Национални састав према попису из 2021.‍ |
| --------------------------------------- | --------------------------------------- | --------------------------------------- | --------------------------------------- | --------------------------------------- |
|                                         |                                         |                                         |                                         |                                         |
| Срби                                    | Срби                                    |                                         | 5                                       | 71,4%                                   |
| Македонци                               | Македонци                               |                                         | 2                                       | 28,6%                                   |